# Сперанца (Болоња)
Сперанца (итал. Speranza) је насеље у Италији у округу Болоња, региону Емилија-Ромања.
Према процени из 2011. у насељу је живело 112 становника. Насеље се налази на надморској висини од 340 м.